# Requena (Valencia)
Requena ist eine Gemeinde in der spanischen Provinz Valencia. Sie befindet sich im Comarca Requena–Utiel.

## Geografie
Die Gemeinde erstreckt sich zu einem großen Teil über das obere Becken des Flusses Magro und ist flächenmäßig die größte Gemeinde der Valencianischen Gemeinschaft. Das Gemeindegebiet von Requena grenzt an die folgenden Gemeinden: Utiel, Caudete de las Fuentes, Venta del Moro, Cofrentes, Cortes de Pallás, Yátova, Buñol, Siete Aguas, Chera, Loriguilla und Chelva, die alle in der Provinz Valencia liegen.

## Geschichte
Die Stadt war früher eine maurische Festung, die eine starke Position in der bergigen Region von Las Cabrillas (1000 Meter Höhe) einnahm. Sie wird von der alten Zitadelle der Mauren dominiert und weist noch Spuren der ursprünglichen Stadtmauern auf. Im 12. und 13. Jahrhundert war die Stadt  umkämpft zwischen den Mauren und den Christen. Es gibt drei alte Pfarrkirchen; San Nicolás, die älteste, stammt aus dem 13. Jahrhundert, wurde aber 1727 teilweise restauriert.

## Demografie
| 12.029 | 14.457 | 16.236 | 17.658 | 18.818 | 17.650 | 19.422 | 20.253 | 18.933 | 17.840 | 18.152 | 17.014 | 19.092 | 20.046 | 20.254 |

## Wirtschaft
Requena ist ein landwirtschaftliches Marktzentrum und für seinen Rotwein bekannt.

## Partnerstädte
- Baler, Philippinen

## Söhne und Töchter der Gemeinde
- Ángel Piqueras (* 2006), Motorradrennfahrer